# Église de Turkansaari
L'église de Turkansaari (finnois : Turkansaaren kirkko) est une église située dans l'ile de Turkansaari du quartier de Madekoski à Oulu en Finlande.

## Présentation
L'église de Turkansaari n'organise pas de culte régulier.
L'été, c'est une église populaire pour les mariages. 
L'église peut accueillir environ 120 personnes.

## Histoire
L'église de Turkansaari est construite comme salle de prière sur l'île de Turkansaari en 1694, lorsque l'île était un marché animé sur la rivière Oulujoki. 
Cependant, l'île a perdu son statut et le marché a pris fin au XVIIIeme siècle.
Longtemps inutilisée l'église, est démantelée et vendue pour servir d'entrepôt aux pêcheurs de l'île de Raati en 1814.
Au début des années 1920, l'habitant d'Oulujoki Östen Elfving découvre l'église abandonnée. 
L'édifice est rapporté à son ancien emplacement sur Turkansaari durant l'hiver 1922.
La salle de prière de Turkansaari est consacrée le 9 juillet 1925. 
Le transfert de l'église à Turkansaari a été le début de ce qui est maintenant un musée en plein air.

## Galerie

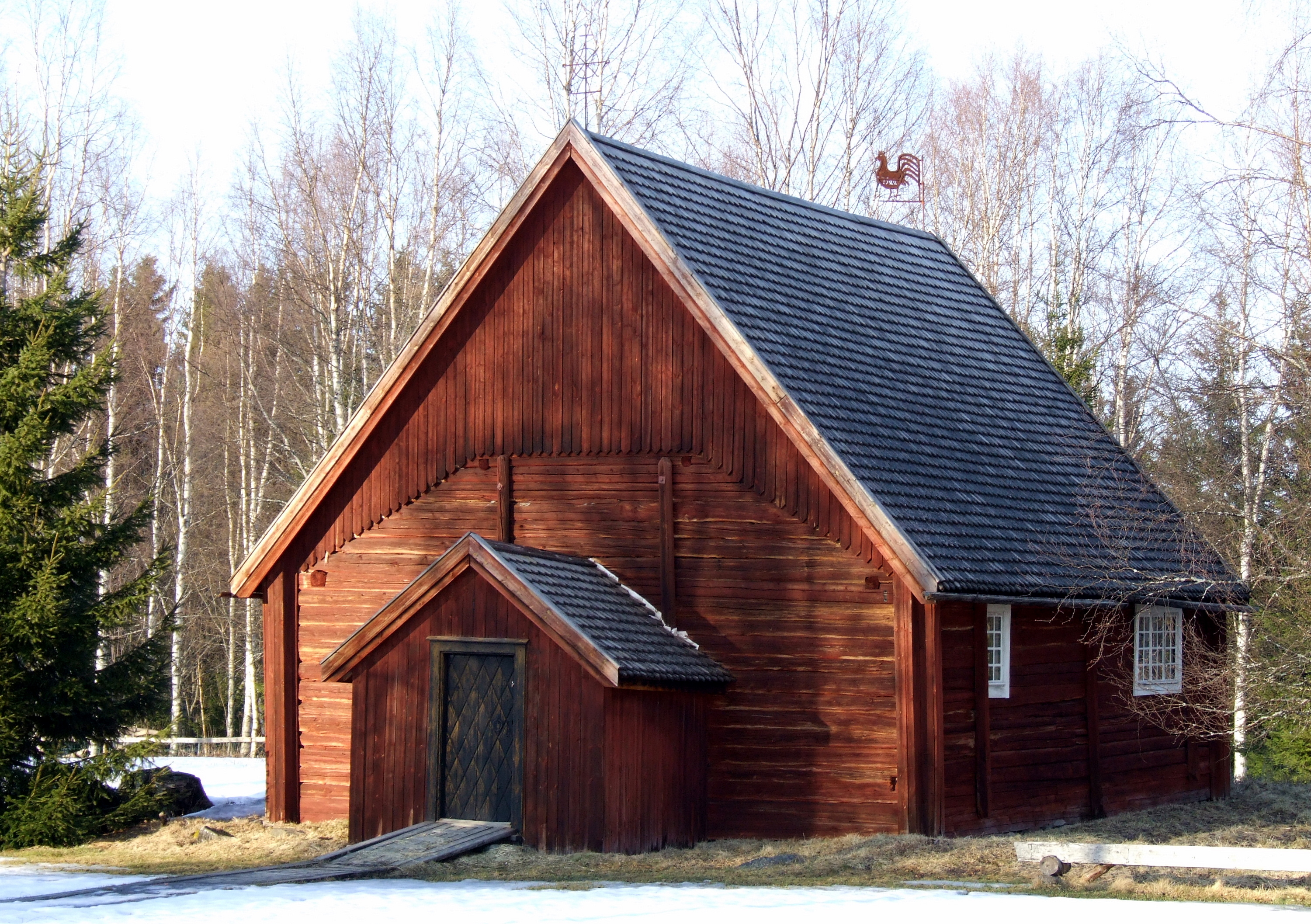
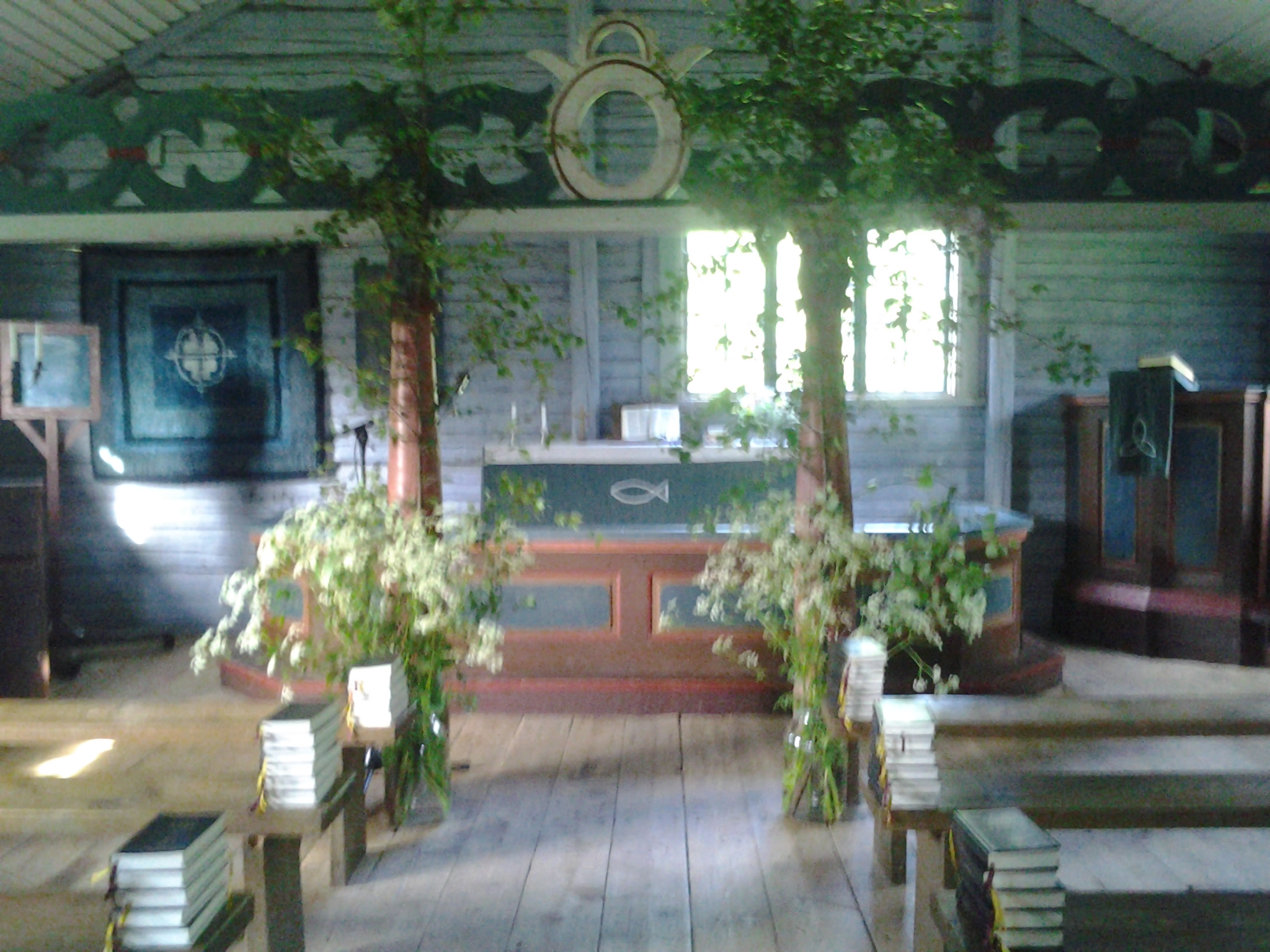
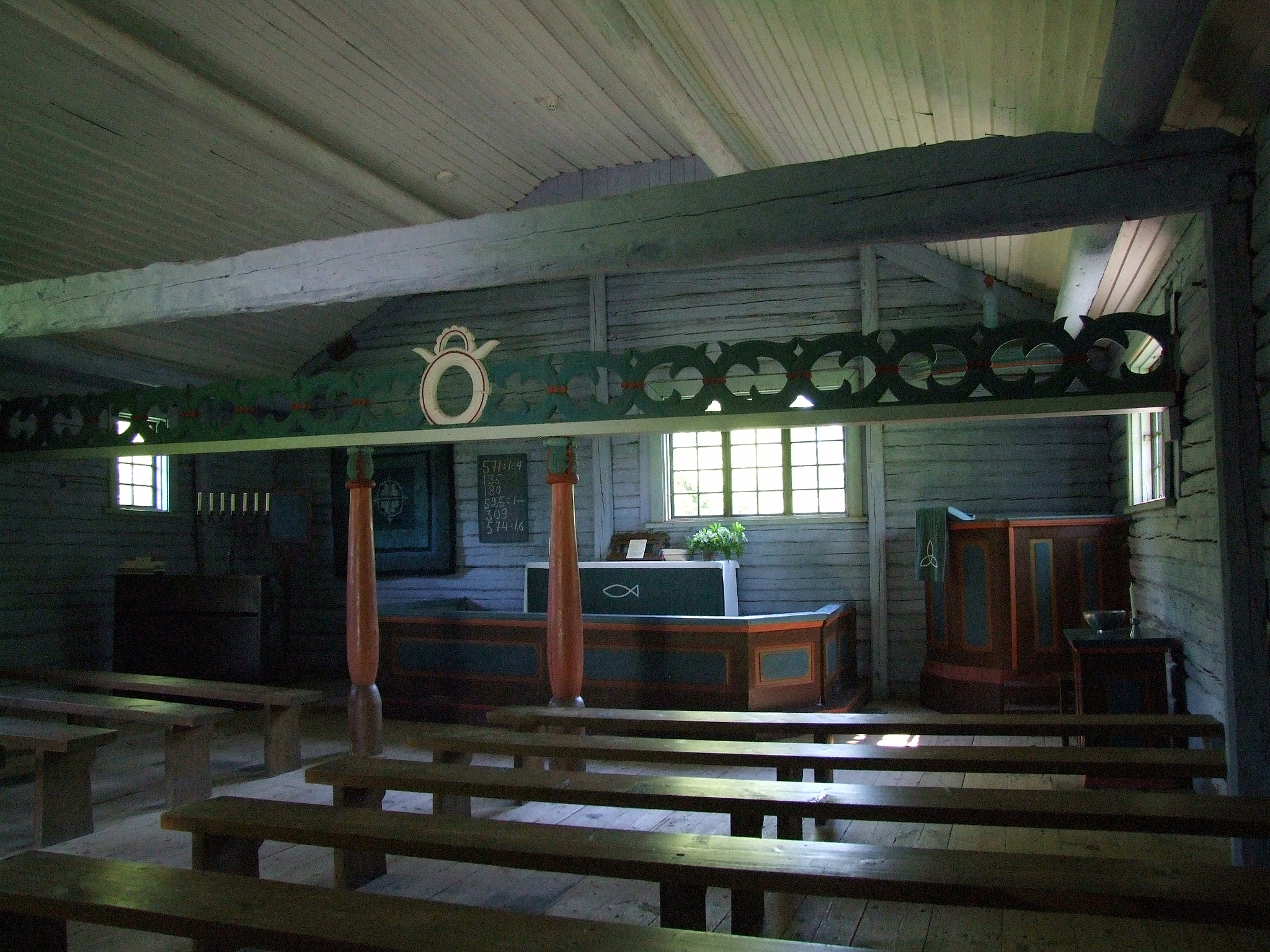